# NGC 3236
NGC 3236 est une galaxie elliptique relativement éloignée et située dans la constellation de la Grande Ourse. NGC 3236 a été découverte par l'astronome britannique John Herschel en 1832. Cette galaxie est très compacte.

## Caractéristiques
Sa vitesse par rapport au fond diffus cosmologique est de 9 437 ± 10 km/s, ce qui correspond à une distance de Hubble de 139,2 ± 9,7 Mpc (∼454 millions d'al).
À ce jour, une mesure non basée sur le décalage vers le rouge (redshift) donne une distance d'environ 98,800 Mpc (∼322 millions d'al). Cette valeur est à l'extérieur des valeurs de la distance de Hubble. Notons que c'est avec la valeur moyenne des mesures indépendantes, lorsqu'elles existent, que la base de données NASA/IPAC calcule le diamètre d'une galaxie et qu'en conséquence le diamètre de NGC 6730 pourrait être d'environ 36,7 kpc (∼120 000 al) si on utilisait la distance de Hubble pour le calculer.
Selon la base de données Simbad, NGC 3236 est une galaxie LINER, c'est-à-dire une galaxie dont le noyau présente un spectre d'émission caractérisé par de larges raies d'atomes faiblement ionisés.